# パッセンジャー57
『パッセンジャー57』（Passenger 57）は、1992年にアメリカで公開されたアクション映画。

## ストーリー
航空会社を相手にハイジャック対策の講師をしているジョン・カッターは、元は優秀なテロリスト対策の専門家であった。だが、過去に自分の妻を強盗に殺害されてからは、一線を退いていた。ある日、彼は航空会社に勤める旧友から、テロ対策の職に復帰すべきだと勧められる。そのための会議に出席するため、飛行機に搭乗するのだが、その飛行機には護送中の凶悪テロリスト、チャールズ・レーンも乗り併せていた。しかもチャールズは、仲間とともにその飛行機をハイジャックしてしまう。

## キャスト
| 役名                   | 俳優                     | 日本語吹替                                                                       | 日本語吹替 |
| 役名                   | 俳優                     | ソフト版                                                                         | 日本テレビ版 |
| ---------------------- | ------------------------ | -------------------------------------------------------------------------------- | --- |
| ジョン・カッター       | ウェズリー・スナイプス   | 山寺宏一                                                                         | 屋良有作 |
| チャールズ・レーン     | ブルース・ペイン         | 金尾哲夫                                                                         | 佐古正人 |
| スライ・デルヴェッキオ | トム・サイズモア         | 堀秀行                                                                           | 大塚芳忠 |
| マーティ・スレイトン   | アレックス・ダッチャー   | 土井美加                                                                         | 弘中くみ子 |
| スチュアート・ラムジー | ブルース・グリーンウッド | 有本欽隆                                                                         | 金尾哲夫 |
| サブリナ・リッチー     | エリザベス・ハーレイ     | 幸田直子                                                                         | 塩田朋子 |
| ビッグス署長           | アーニー・ライヴリー     | 大宮悌二                                                                         | 阪脩 |
| その他                 |                          | 江角英明 沼波輝枝 稲葉実 辻親八 田原アルノ 西村知道 千田光男 秋元羊介            | 広瀬正志 田原アルノ 石井隆夫 小島敏彦 水原リン 長島雄一 滝沢ロコ 星野充昭 中田和宏 五十嵐麗 深水由美 柳沢栄治 後藤敦 朝戸鉄也 内川藍維 山崎たくみ 中博史 坂口賢一 落合弘治 清水優子 さとうみき |
|                        |                          |                                                                                  | |
| 演出                   |                          | 清水勝則                                                                         | 田島荘三 |
| 翻訳                   |                          | 五味澤かつお                                                                     | 瀬谷玲子 |
| 製作                   |                          | ワーナー・ホーム・ビデオ ジャパン・オリジナル・テクニック ザック・プロモーション | コスモプロモーション |
| 初回放送               |                          |                                                                                  | 1996年5月17日 『金曜ロードショー』 |

## スタッフ
- 監督：ケヴィン・フックス
- 製作：リー・リッチ、ダン・ポールソン、ディラン・セラーズ
- 共同製作：ロバート・J・アンダーソン
- 製作総指揮：ジョナサン・シャインバーグ
- 原案：スチュワート・ラフィル、ダン・ゴードン
- 脚本：デヴィッド・ローヘリー、ダン・ゴードン
- 撮影：マーク・アーウィン
- 音楽：スタンリー・クラーク